# امور داخلی (فیلم)
امور داخلی (به انگلیسی: Internal Affairs) فیلمی محصول سال ۱۹۹۰ و به کارگردانی مایک فیگیس است. در این فیلم بازیگرانی همچون ریچارد گی‌یر، اندی گارسیا، ویلیام بالدوین، نانسی تراویس، لاری میت کالف، ریچارد برادفورد، الیجا وود، آنابلا شورا، مایکل بیچ، فی گرانت، زاندر برکلی، جان کیپلاس ایفای نقش کرده‌اند.